# Федотова коса
Федо́това коса́ — коса, що відокремлює Утлюцький лиман від Азовського моря.

## Розташування
Розташована в Якимівському районі Запорізької області та Генічеському районі Херсонської області, при північно-західному узбережжі Азовського моря.

## Опис
Федотова коса разом із Бирючим островом утворює смугу суходолу завдовжки 45 км (до 1929 р. острів був відділеним від коси вузькою протокою). У найвужчих місцях ширина коси не перевищує 100 м. Складається переважно з піщано-мулистих та уламкових черепашкових осадів; поблизу материка поширені континентальні лесоподібні суглинки. Біля східного берега глибина моря сягає 3 м. Під час штормів коса в найвужчих місцях розмивається, утворюючи протоки завширшки до 200 м і завглибшки до 0,7 м.
Поверхня коси вкрита степовою рослинністю, є зарості маслинки вузьколистої, тамарикса тощо.
На косі споруджено бази відпочинку, постійних поселень немає (за винятком невеликого села Степок). Вздовж коси прокладена дорога (частково з твердим покриттям), що веде від смт Кирилівки до Бирючого острова.

## Охорона природи
Коса входить до ландшафтного заказника загальнодержавного значення «Коса Федотова», який належить до переліку природно-заповідних територій, особливо важливих для збереження біорізноманіття Запорізької області.
У заказнику під охороною перебувають унікальні водно-болотна і степова рослинність, представлена кермеком Мейєра, кермеком широколистим та іншими ендемічними та рідкісними видами рослин. Коса є також місцем гніздування численних видів птахів.
У 2010 р. коса увійшла до складу Приазовського національного природного парку.

## Рекреація
Частина Федотової коси є місцем відпочинку та щільно забудована.

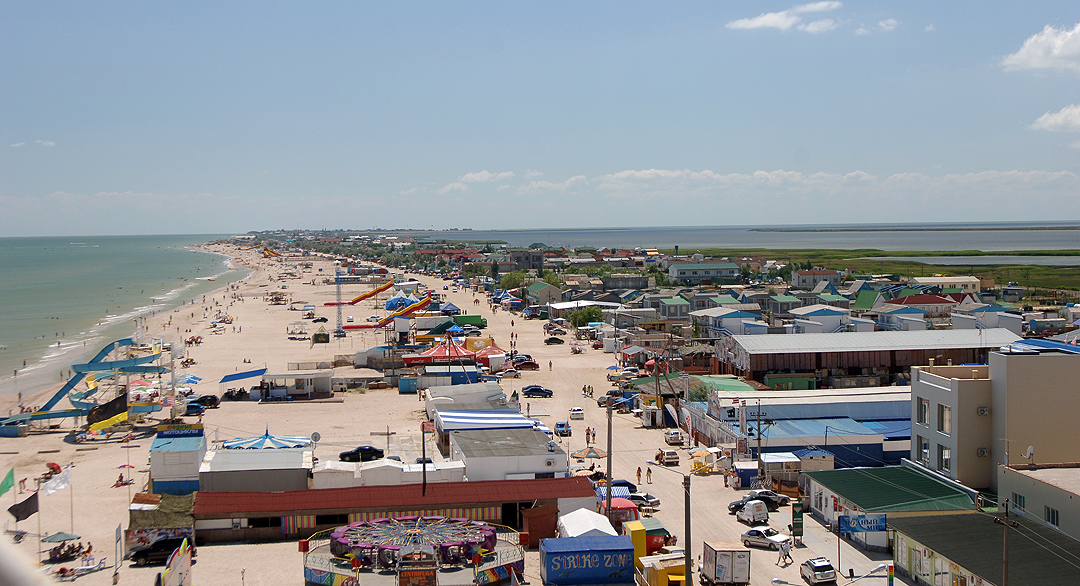
Федотова коса в межах Кирилівки